# Kozielec (powiat bydgoski)
Kozielec – wieś sołecka w Polsce, położona w województwie kujawsko-pomorskim, w powiecie bydgoskim, w gminie Dobrcz.

## Podział administracyjny

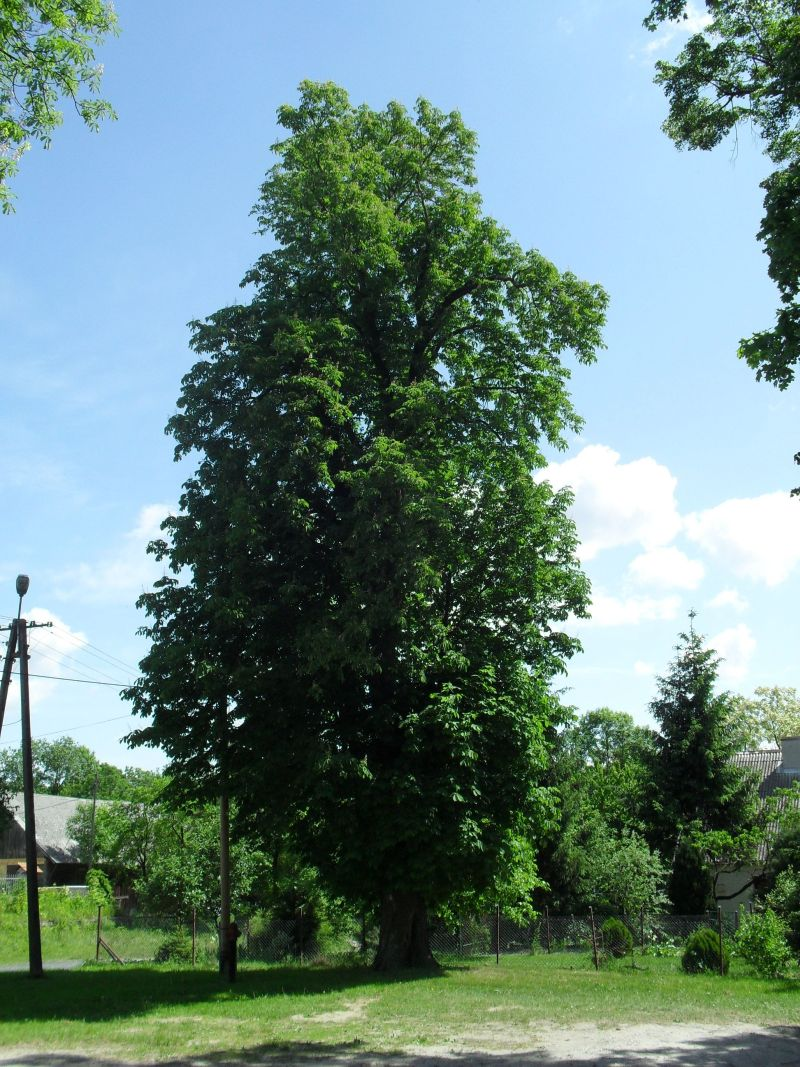
Kasztanowiec zwyczajny – odwołany pomnik przyrody w Kozielcu

W latach 1975–1998 miejscowość należała administracyjnie do województwa bydgoskiego.

## Demografia
Według danych Urzędu Gminy Dobrcz (XII 2020 r.) miejscowość liczyła 236 mieszkańców..

## Zabytki
Według rejestru zabytków NID na listę zabytków wpisany jest drewniany kościół filialny pw. Niepokalanego Poczęcia NMP z 1906, nr rej.: A/787 z 23.10.1991.
Zlokalizowane są tutaj dwa nieczynne cmentarze ewangelickie.

## Środowisko przyrodnicze
Na północ od wsi znajduje się projektowany rezerwat przyrody Kozielec ze stanowiskami chronionego i wymienianego w Polskiej czerwonej księdze roślin lnu austriackiego (Linum austriacum).
W parku wiejskim rośnie lipa drobnolistna o obwodzie 613 cm, a do 2018 roku rósł kasztanowiec zwyczajny. Drzewo było objęte ochroną w latach 1991 - 2018 i posiadało odpowednio obwód 294 cm - 320 cm.
Na terenie sołectwa została wytyczona ścieżka przyrodnicza o długości 4 km ukazująca odłogi, Dolinę Dolnej Wisły, murawy kserotermiczne, szuwary wiszące, osuwiska, lasy łęgowe i grądowe, łąki oraz sady.

## Stowarzyszenia
We wsi powołano Stowarzyszenie na rzecz rozwoju wsi Kozielec.